# Korenmarkt 8
Het pand Excelsior, op het adres Korenmarkt 8, is een voormalig, 16e-eeuws, pakhuis aan de Korenmarkt in de Noord-Hollandse stad Hoorn. Het pakhuis werd gebouwd met een trapgevel, waarvan de trappen zijn verwijderd. Inwendig heeft het pand een eiken skelet, dat nog origineel is. Het pand is op 16 november 1965 aangewezen als rijksmonument.

## Geschiedenis
Het hout in het skelet is via dendrochronologischonderzoek gedateerd op 1547. Waardoor het pand mogelijk ouder is dan de korenmarkt, want die is volgens Velius in 1558 gegraven. In 1733 was de familie Kloppenburg eigenaar, deze naam bleef gedurende de eeuwen erna aan het huis verbonden als zijnde het pakhuis Kloppenburg. Gedurende de 19e eeuw werd het huis verbouwd om als kaaspakhuis gebruikt te kunnen worden. In 1840 werd het pakhuis verkocht met de melding dat het bijzonder ingericht voor den kaashandel was. In de 20e eeuw deed het kaaspakhuis ook als pakhuis voor zaden dienst. De gevel is grotendeels origineel, maar bij de bouw waren de trappen van de trapgevel wel groter. De trappen zijn later verwijderd, waardoor de gevel een tuitgevel werd. Het pand kwam in 1971 in handen van Vereniging Hendrick de Keyser. Bij de restauratie in 1979 liet de vereniging enkele pilasters die de trappen ondersteunen, reconstrueren. De overige pilasters waren nog aanwezig.

## Exterieur
Het pand heeft aan de voorzijde een topgevel voorzien van gereconstrueerde pilasters op de plekken waar ooit trappen hebben gezeten. De gevel zelf is opgedeeld middels natuurstenen waterlijsten. Boven de gevelopeningen zijn geblokte segmentbogen aangebracht. Geheel rechts, ter hoogte van de bovenlichten van de overige ramen, is een klein venster geplaatst, hier bevond zich vroeger een deurtje dat toegang gaf tot een trappensysteem. Deze trappen leidden naar de opslagruimtes boven de woning. Ook het ontbreken van een hijsbalk geeft een indicatie dat er zakkendragers in dienst waren, in plaats van dat de goederen naar boven gehesen werden.
Of de topgevel op de juiste wijze gerestaureerd is, is niet zeker. Welke vorm deze heeft gehad, kon niet gereconstrueerd worden. Vanwege de aanzetten van de hoekpilasters is het waarschijnlijk een gevel gelijk aan dat van Mient 31 in Alkmaar geweest: een grote trapgevel met klimmende pilasters. De huidige getrapte puntgevel is minder waarschijnlijk, omdat die vooral in het oosten van Nederland voorkomt.
Het ellipsvormige bovenraam in de punt van de voorgevel is tijdens de restauratie teruggebracht.

## Interieur

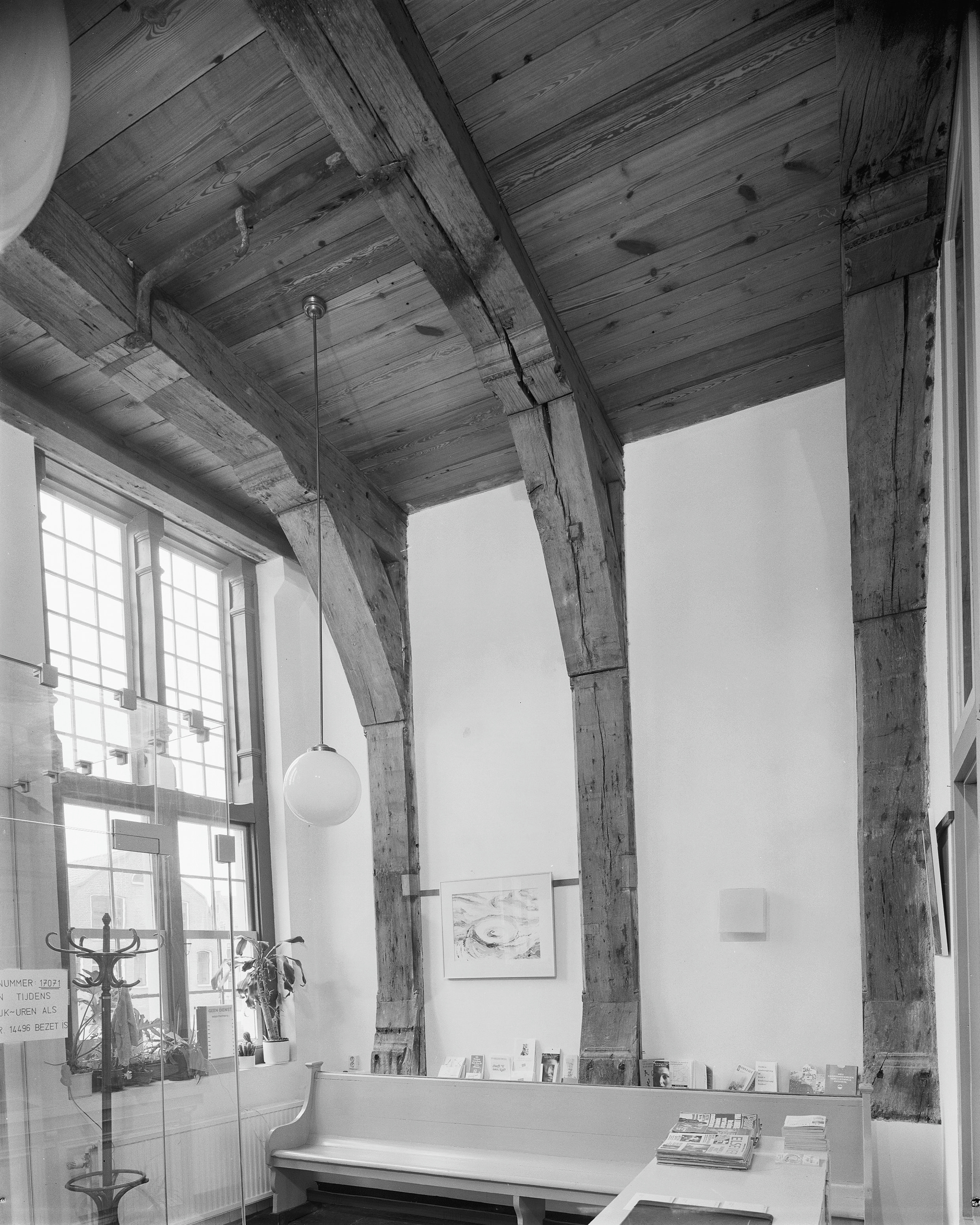
De voorkamer op de begane grond toon nog net de stijlen met voet.

Het houtskelet vertoont ornamenten in de sleutelstukken uit zowel de periode tussen de gotiek en de renaissance. Er is onder andere een bies aangebracht met daarin Franse lelies. Het skelet is volledig van eikenhout gemaakt. De afstanden in het gebint zijn klein, van hart tot hart 1,5 meter, waardoor er geen kinderbinten gebruikt zijn. De vloerdelen van de verdiepingen liggen direct op de gebinten. De stijlen op de begane grond lopen niet door tot op de grond. Ruim een meter boven het maaiveld staan de stijlen op een basementachtige verzwaring.
De kap is drie gebinten hoog. De onderste twee zijn voorzien van vloeren, zodat daar zolders gemaakt konden worden. Op de zolders zijn tijdens de restauratie spreeuwenpotten teruggevonden. Deze bevinden zich in de rechter zijgevel. Aan de buitenzijde worden ze afgedekt door een plavuis en aan de binnenzijde door een steen. Deze steen kan weggehaald worden zodat het nest voor mensen toegankelijk wordt om het leeg te kunnen halen.
Tijdens de restauratie in 1979 kwamen op de begane grond sporen tevoorschijn van de originele indeling. Aan de hand van die sporen is de originele (woonhuis)indeling gereconstrueerd. Het voorhuis, de binnenhaard en achterkamer zijn teruggebracht. Aan de hand van ravelingen en nissen voor kaarsen konden twee locaties van stookplaatsen herleid worden. Omdat op de verdiepingen dergelijke sporen niet terug zijn gevonden, kan gesteld worden dat de verdiepingen niet als woonruimte gebruikt werden.